# Óblast
Un o una óblast (en ruso y ucraniano: область, oblast'; en bielorruso: вобласць, romanizado: voblasc'; en búlgaro: област, romanizado: oblast; en kazajo: облыс, romanizado: oblys; en kirguís: облус, romanizado: oblus) es un tipo de división administrativa en Bulgaria y varios estados postsoviéticos, como Bielorrusia, Rusia y Ucrania. Históricamente, se utilizó en el Imperio ruso y la Unión Soviética. El término óblast suele traducirse como región o provincia. En algunos países, los óblasts también se conocen por cognados del término ruso.

## Etimología
El término «óblast» procede del ruso oblast' (область). En ruso, la palabra procede del eslavo antiguo; la versión nativa es obolost' (оболость), compuesto etimológicamente por ob- («contra») y volost' («poder»).

## Historia

### Imperio ruso
En el Imperio ruso, los óblasts se consideraban unidades administrativas y se incluían como partes de las gobernaciones generales o krais. La mayoría de los óblasts existentes entonces se encontraban en la periferia del país (por ejemplo, el óblast de Kars o el óblast de Transcaspia) o abarcaban las zonas donde vivían los cosacos.

### Unión Soviética
En la Unión Soviética, los óblasts eran uno de los tipos de divisiones administrativas de las repúblicas unidas. Como cualquier unidad administrativa de este nivel, los óblasts estaban compuestos por distritos (raions) y ciudades/pueblos directamente bajo la jurisdicción de los óblasts. Algunos óblasts también incluían entidades autónomas llamadas «okrugs autónomos». Debido al programa de electrificación de la Unión Soviética bajo el plan GOELRO, Iván Alexandrov, como director del Comité de Regionalización de Gosplan, dividió la Unión Soviética en trece óblasts europeos y ocho asiáticos, utilizando una planificación económica racional en lugar de «los vestigios de derechos soberanos perdidos».
Los nombres de los óblasts no solían corresponder a los de las respectivas regiones históricas, ya que se crearon como unidades puramente administrativas. Salvo algunas excepciones, los óblasts soviéticos llevaban el nombre de sus centros administrativos.

### Yugoslavia
En 1922, el Reino de los Serbios, Croatas y Eslovenos se dividió en 33 divisiones administrativas también llamadas óblast. En 1929, los óblasts fueron sustituidos por unidades administrativas más grandes conocidas como banovinas.
Durante las guerras yugoslavas, se formaron varios óblasts autónomos serbios en Bosnia y Herzegovina y Croacia. Estos óblasts se fusionaron posteriormente en la República de la Krajina Serbia y la República Srpska.

## Óblasts en la actualidad

### Bulgaria
Desde 1999, Bulgaria está dividida en 28 óblast, que suelen traducirse como «provincias». Antes, el país estaba dividido en sólo nueve unidades, también llamadas óblasts.

### Estados postsoviéticos
| Estado       | Término local               | Término en español |
| ------------ | --------------------------- | ------------------ |
| Armenia      | marz                        | provincia o región |
| Bielorrusia  | voblasts (voblasc) / oblast | región             |
| Kazajistán   | oblys                       | región             |
| Kirguistán   | oblus / oblast              | región             |
| Rusia        | oblast                      | óblast o región    |
| Tayikistán   | viloyat                     | región             |
| Turkmenistán | welaýat                     | región             |
| Ucrania      | oblast                      | óblast o región    |
| Uzbekistán   | viloyat                     | región             |

## Uso del término en castellano
La Fundación del Español Urgente emitió en 2023, en el contexto del uso frecuente de la palabra por la invasión rusa de Ucrania, una serie de recomendaciones sobre el uso del término en español:
- Se trata de una palabra asentada en castellano, por lo que no requiere comillas ni cursiva en la escritura. No obstante, está asentada como tecnicismo, pues no aparece en el diccionario de la Real Academia Española.
- Su traducción al lenguaje no técnico es "región", "provincia" o "región administrativa". Aunque la Fundación del Español Urgente considera correcta la palabra "óblast", en escritos no técnicos es preferible sustituirla por los anteriores términos. No obstante, debido a la complejidad de la organización territorial de Rusia, donde el "óblast" coexiste con otros tipos de regiones administrativas de difícil traducción como "krai" u "ókrug", no es recomendable traducir la palabra "óblast" en contextos técnicos.
- En cuanto a la ortografía, debe llevar tilde por ser una palabra llana terminada en consonante distinta de "n" o "s", y escribirse en minúscula por ser un sustantivo común. Se utiliza igual que las expresiones "región" o "provincia", por lo que la secuencia correcta es "óblast de" seguido del topónimo en su forma sustantivada.
- En cuanto a la gramática, se limita a indicar que es una palabra invariable en el plural, siendo preferible la forma "los óblast" a la más impronunciable "los óblasts". No se pronuncia la fundación expresamente sobre el género de la palabra, que suele ser femenino en sus lenguas de origen, aunque en el texto de la recomendación la usa en masculino.

### Términos eslavos para divisiones territoriales
- banovina
- gmina
- krai
- kraj
- krajina
- ókrug
- powiat
- raión
- voivodato, vojvodina
- župa